# Kirk Francis
Kirk Francis (Oakland, 27 de agosto de 1947) é um sonoplasta estadunidense. Venceu o Oscar de melhor mixagem de som na edição de 2008 por The Bourne Ultimatum, ao lado de Scott Millan e David Parker.